# ワラキチ
ワラキチ（笑麒千）はお笑い芸人の笑い飯・麒麟・千鳥の三組をさす名称。
漢字どおり笑い飯の『笑』・麒麟の『麒』・千鳥の『千』をとっている。元々この三組は同じbaseよしもとのトップ組にいた（麒麟は2006年9月に卒業）。しかし今でも仕事やプライベートでも交流は深いらしく、この3組のセットファンもいる。
基本的にトークの絡みの方が多く、トーク以外の絡みは、笑い飯や麒麟や千鳥大悟がテンヤワンヤをしそれをノブが止めるというやり方である（ノブが仕切ることが多いが田村もしくは哲夫が止める場合もある）。ノブが仕切る場合は哲夫がノブを叩いたりすることが多い。

## エピソード
- 名古屋の学園祭に出演した際、実行委員から「皆さんには15分ずつ漫才をしてもらい、残りの15分は皆で楽しいビンゴ大会をやっていただきます!!」と言われた。しかし実際に漫才が始まるとテンションが上がり、千鳥は20分、麒麟は25分、笑い飯も負けじと35分漫才をし、ビンゴ大会をやる時間はなくなってしまった。当人たちは「笑い飯やりすぎやろ」とヘラヘラしていたが、その実行委員は「僕のビンゴ大会!」とショックを受けたらしい。

## 主な共演番組
- オールザッツ漫才（毎日放送）
- お叱りください!（朝日放送）
- ダイ麒千飯（関西テレビ）
- オモシロ好奇心☆どろんぱ!（よみうりテレビ）
- ワイ!ワイ!ワイ!（ヨシモトファンタンゴTV）
- 笑いの金メダル（朝日放送）